# Шаров, Михаил Васильевич
Михаи́л Васи́льевич Шаро́в (8 июня 1947, д. Лебедянка, Мокшанский район, Пензенская область — 19 февраля 2024, г. Жуковский, Московская область) — журналист,
редактор, политик.

## Биография
Михаил Васильевич Шаров родился 8 июня 1947 года в д. Лебедянка Мокшанского района Пензенской области в крестьянской семье.
Отец — Василий Алексеевич Савельев, участник Великой Отечественной войны, и мать — Ефросинья Андреевна Шарова, всю свою жизнь трудились в колхозе.
В 1965 году окончил Чернозерскую среднюю школу Мокшанского района.
В 1976 году окончил отделение журналистики заочной Высшей партийной школы, а в 1985 Всесоюзный заочный финансово-экономический институт.
Свою трудовую деятельность начал в 1965 году учителем основ производства Нечаевской средней школы Мокшанского района. В 1966 году был принят на работу в качестве литсотрудника в отдел сельского хозяйства Мокшанской районной газеты "Сельская правда ". Срочную военную службу проходил в морских частях Пограничных войск (1966—1969). В этот период являлся внештатным корреспондентом газеты Черноморского флота ВМФ СССР «Флаг Родины». После окончания службы работал литературным сотрудником Мокшанской районной газеты «Сельская правда», затем вторым секретарём Мокшанского райкома ВЛКСМ. В период с 1973 по 1978 гг. являлся литературным сотрудником, заведующим отделом, заместителем редактора пензенской областной газеты
«Молодой ленинец», затем специальным корреспондентом газеты «Пензенская правда». В 1979—1983 гг. работал инструктором отдела организационно-партийной работы Пензенского обкома КПСС, внештатным корреспондентом газеты «Советская Россия». В 1983—1988 гг. являлся заместителем редактора, затем редактором областной газеты «Пензенская правда». В 1988—1990 гг. — инструктор, заведующий сектором печати идеологического отдела ЦК КПСС. В 1990—1999 гг.— первый заместитель главного редактора, главный редактор газеты «Сельская жизнь». В 1999—2005 гг. — заместитель генерального директора по связям с общественностью ОАО «Продимекс-Холдинг». В 2005—2008 гг.— главный редактор газеты «Российская земля» политической партии «Аграрная партия России». В 2008—2010 гг. — генеральный директор ЗАО «Агрокредит-информ» ОАО «Россельхозбанк». В 2011—2012 гг. — главный редактор газеты «Российская земля» и журнала «Российский фермер» Ассоциации крестьянских (фермерских) хозяйств и сельскохозяйственных кооперативов России (АККОР)
Скончался после тяжелой продолжительной болезни 19 февраля 2024 года на 77 году жизни.

### Общественно-политическая деятельность
Член Союза журналистов СССР с 1973 г., председатель Пензенской областной организации Союза журналистов СССР (1985—1988), член Союза журналистов Москвы (1990).
В период прохождения срочной военной службы являлся членом бюро Анапского горкома комсомола Краснодарского края (1966—1969).
Партия:КПСС (1968—1991), Аграрная партия России (1994—2007), Единая Россия (2008—2012).
Член Пензенского обкома КПСС (1985). Депутат Пензенского областного Совета народных депутатов от избирательного округа № 85 (1989). Баллотировался в депутаты 
Государственной думы Федерального собрания Российской Федерации по Железнодорожному избирательному округу № 135 Пензенской области (1993).
Помощник депутата Государственной думы второго созыва А. Н. Грешневикова на общественных началах (1997), помощник депутата Государственной думы третьего созыва Н. В. Губского (2003).
Помощник члена Совета Федерации Федерального собрания Российской Федерации Е. С. Савченко (2000—2002).
Заместитель председателя Аграрной партии России (1999—2007). Являлся зарегистрированным кандидатом в депутаты Государственной думы Федерального собрания Российской Федерации 4 и 5 созывов, включенным в зарегистрированный список кандидатов политической партии «Аграрная партия России» (2003, 2007).
Член Генерального Совета Всероссийской политической партии «Единая Россия» (2007—2012). Делегат XI и XII Съездов этой партии.

### Жизненные ориентиры и ценности
Михаил Шаров принимал активное участие в развитии аграрной журналистики, освещении достижений и проблем российского агропромышленного комплекса, аграрной науки и образования.
Любовь к малой родине, трепетное отношение к красоте родной земли, забота о судьбах земли-кормилицы и сельских тружеников определили его профессиональный выбор и политические взгляды.
Большое влияние на становление его личности как аграрного журналиста и политика оказали А. С. Посконкин, Б. Ф. Едалин, Г. В. Мясников, А. П. Харламов, В. А. Стародубцев, В. П. Зволинский, Е. С. Савченко.

### Награды
Почетная Грамота ЦК ВЛКСМ (1968, 1975, 1978).
Юбилейная медаль «За доблестный труд. В ознаменование 100-летия со дня рождения Владимира Ильича Ленина»
Золотая медаль «Лауреат ВВЦ», 1997.
Почетная грамота Российской академии сельскохозяйственных наук, 1997
Почетный Диплом Союза журналистов России, 1998.
Медаль «В память 850-летия Москвы».
Награждён юбилейными медалями «В ознаменование 80-летия Великого Октября», «В ознаменование 80-летия Советской Армии и Военно-Морского флота».
Почётный знак Союза журналистов России «За заслуги перед профессиональным сообществом», 2006.
Медаль «Профессионал России», 2007.
Почётное звание Ветеран труда, 2007.
Золотой орден ГНУ ПНИИАЗ РАСХН «Русское поле», 2011.
Почетный Диплом Союза журналистов Москвы, 2022.
Благодарность Комитета Государственной Думы по информационной политике, информационным технологиям и связи, 2022.
Награждён другими Почетными грамотами и благодарственными письмами государственных, партийных, научных и общественных организаций СССР и России.

### Книги и публикации
- Шаров, М.В., Боль моя, жаль моя, крепостница / М. В. Шаров. — Москва: Граница, 2017. — 494 с., 32 ил.
- Баязитов, В. Я пожелал бы родному «Молодому ленинцу». Интервью Михаила Шарова/В. Баязитов/Молодой ленинец/Газета Пензенского областного комитета ВЛКСМ. — 1990. — № 97. — С.1 — 3
- Шаров, М. В этот ответственный час//Сегодня в Москве открывается третий съезд Аграрной партии России. Пожелаем ему плодотворной работы/М. Шаров/Сельская жизнь. − 1994. — № 129.- С. 1-2
- Шаров, М. На любой вкус, в любое время года// Требует решения/ М. Шаров/Сельская жизнь. − 1995. — № 2.- С.2
- Шаров, М. «Красный помещик» из 
Бессоновки//О времени и о себе/Рассказ В. Я. Горина слушал и записал Михаил Шаров/ М. Шаров/Сельская жизнь. − 1995. — № 6.- С.1-2
- Шаров, М. Живи,Бессоновка, трудись и созидай/ М. Шаров/Сельская жизнь. − 1995. — № 7.- С.3
- Шаров, М. Даешь пятилетку…развала!//Тревожный комментарий/ М. Шаров/Сельская жизнь. − 1995. — № 89.- С. 1, 3
- Шаров, М. Единая Калмыкия — в единой России. Вершины покоряются упорным. / М. Шаров/Сельская жизнь. − 1995. — № 115. — С. 1, 2
- Шаров, М. ФПК: Реорганизация просто необходима //Актуальное интервью/ М. Шаров/Сельская жизнь. − 1997. — № 4.- С. 2
- Шаров, М. Мы неодолимы, если мы вместе/ М. Шаров/Сельская жизнь. − 1998. — № 35 — 36.- С. 1, 3
- Шаров, М. В. Когда гусаки мечут икру. Как коллеги из разных изданий продавали «Сельскую жизнь»/ М. В. Шаров/ Журналист. — 1998. — № 9-10. — С. 15-16
- Шаров, М. Верстовые столбы? Дорогу указывают, но сами по ней не ходят//Заметки по поводу/ М. Шаров/Сельская жизнь. − 1998. — № 73. — С. 1-2
- Шаров, М. Всероссийская планерка «Сельской жизни». С точки зрения главного редактора/ М. Шаров/Сельская жизнь. − 1999. — № 7. — С. 1-2
- Шаров, М. От Беловежья к Белогорью (Слово и дело Евгения Савченко) / М. В. Шаров//Наш современник/Литературно-художественный и общественно-политический журнал.- 1999.- № 11. — С. 241—248
- Шаров, М. Надежда появилась. Уверенности нет//Взгляд на события: от вторника до вторника/ М. Шаров/Сельская жизнь. − 1999. — № 14.- С.1
- Шаров, М. Деревню на мякине не проведешь, но она прокатить на вороных может любого//Аграрная партия России. Размышления перед съездом/ М. Шаров/Сельская жизнь. − 1999. — № 20.- С.4
- Шаров, М. И вновь неймется господам/М. В. Шаров//Наш современник/Литературно-художественный и общественно-политический журнал.- 2000.- № 7. — С. 230—237
- Шаров, М. С чужого голоса и песня не поется/ М. Шаров /Сельская жизнь. − 2000. — № 31. — С. 4
- Савин, Ю. Аграрная партия надеется на компромиссы. Интервью Михаила Шарова/Ю. Савин/Сельская жизнь. − 2006. — № 91. — С. 3
- Шаров, М. Жаль моя, боль моя, крепостница/ М. Шаров/Российская земля/Общественно-политическая газета Аграрной партии России. − 2007. — № 21. — С. 6-7
- Шаров, М. Опальная сотка/ М. В. Шаров//Агрокредит/Финансовый журнал АПК.- 2010.- № 2(14). — С. 2
- Шаров, М. Человек, который не боялся/М. Шаров/ Пензенская правда. — 2016.- № 12.- С. 22 — 23
- Шаров М. В. Он нас учил не по учебнику//Георг Мясников. Рождённый созидать/Составитель и главный редактор — Е. С. Попов. — Пенза, 2023. — С. 90-100.

### Личная жизнь
Был женат, двое детей. Имел внуков и правнуков. Увлекался рыбалкой, чтением книг, садоводством.